# Caprimulgidae
I Caprimulgidi (Caprimulgidae Vigors, 1825) sono una famiglia di uccelli appartenente all'ordine dei Caprimulgiformi.

## Descrizione
Si tratta di uccelli di medie dimensioni, dalle lunghe ali appuntite e con piccoli piedi muniti di dito posteriore con due falangi e dito medio più lungo dei restanti. La testa è molto grossa, con grandi occhi e becco piccolo e corto, ma bocca estremamente larga: alla base del becco sono presenti delle vibrisse. Il piumaggio, molto soffice al tatto, ha varie sfumature e variegature nere, grigie e marrone, per meglio mimetizzare l'animale negli ambienti boschivi nei quali vive.

## Biologia
Hanno abitudini crepuscolari e notturne: durante il giorno riposano poggiati lateralmente su un ramo, utilizzando la lunga coda per aumentare la superficie d'appoggio. Si nutrono perlopiù di grossi insetti notturni, come le falene.

La nidificazione avviene quasi sempre al suolo: le uova, in numero di due e col guscio screziato, vengono deposte sul suolo nudo. La credenza popolare vuole che in caso di minaccia per le uova od i pulcini, il genitore accolga prontamente la prole nella propria bocca per trasportarla in un altro luogo: sebbene ciò venga riportato anche in numerosi libri di ornitologia, tale comportamento è rarissimo da osservare in natura.

Fra i caprimulgidi è annoverato il succiacapre di Nuttall, Phalaenoptilus nuttallii, che è l'unico uccello ad andare abitualmente in letargo, riducendo il proprio metabolismo e la temperatura corporea durante i mesi freddi: tutte le specie di succiacapre, tuttavia, tendono ad affrontare i periodi di magra andando in uno stato di torpore.

## Distribuzione e habitat
La famiglia ha diffusione cosmopolita.

## Tassonomia
La tassonomia tradizionale prevedeva una distinzione della famiglia Caprimulgidae in due sottofamiglie: i Caprimulginae, comprendenti le specie del Vecchio Mondo, ed i Chordeilinae, comprendenti una decina di specie del Nuovo Mondo. Le due sottofamiglie si differenziano fra loro per aspetti morfologici, come la mancanza di vibrisse dei succiacapre del Nuovo Mondo, che hanno però becchi più lunghi e piumaggio più soffice.

Una terza sottofamiglia (Eurostopodinae) comprendente i succiacapre del sud-est asiatico ha avuto una collocazione controversa: Sibley ed Ahlqist, coi loro pionieristici metodi di indagine filogenetica, intuirono una minore affinità di questa sottofamiglia con le altre due, al punto da suggerirne la classificazione come famiglia a sé stante (Eurostopodidae). Studi successivi hanno tuttavia fornito evidenze contrastanti.

La classificazione più recente dell'IOC (aprile 2016) colloca gli eurostopidini all'interno della famiglia Caprimulgidae, che annovera così 20 generi e 99 specie:
Sottofamiglia Eurostopodinae
- Genere Eurostopodus Gould, 1838
  - Eurostopodus argus Hartert, 1892 - succiacapre macchiato
  - Eurostopodus mystacalis (Hartert, 1892) - succiacapre golabianca
  - Eurostopodus nigripennis Ramsay, 1826 - succiacapre delle Salomone
  - Eurostopodus exul Mayr, 1941 - succiacapre della Nuova Caledonia
  - Eurostopodus diabolicus Stresemann, 1931 - succiacapre satanico
  - Eurostopodus papuensis (Schlegel, 1866) - succiacapre papua
  - Eurostopodus archboldi (Mayr et Rand, 1935) - succiacapre di Archbold
- Genere Lyncornis Gould, 1838
  - Lyncornis teminckii (Gould, 1838) - succiacapre orecchiuto malese
  - Lyncornis macrotis (Vigors, 1831) - succiacapre orecchiuto maggiore
- Genere Gactornis Han, Robbins & Braun,  2010
  - Gactornis enarratus (Gray, 1871) - succiacapre dal collare

Sottofamiglia Chordeilinae
- Genere Chordeiles Swainson, 1832
  - Chordeiles nacunda (Vieillot, 1817) - succiacapre nacunda
  - Chordeiles pusillus Gould, 1861 - succiacapre minuto
  - Chordeiles rupestris (Spix, 1825) - succiacapre sabbia
  - Chordeiles acutipennis (Hermann, 1783) - succiacapre minore
  - Chordeiles minor (Forster, 1771) - succiacapre sparviere
  - Chordeiles gundlachii Lawrence, 1856 - succiacapre delle Antille
- Genere Lurocalis Cassin, 1851
  - Lurocalis semitorquatus (Gmelin, 1789) - caprimulgo-sparviero dal semicollare
  - Lurocalis rufiventris (Taczanowski, 1884) - succiacapre panciarossa
- Genere Nyctiprogne Gould, 1838
  - Nyctiprogne leucopyga (Spix, 1825) - succiacapre codabarrata
  - Nyctiprogne vielliardi (Lencioni-Neto, 1994) - succiacapre del Bahia

Sottofamiglia Caprimulginae
- Genere Nyctipolus Ridgway, 1912
  - Nyctipolus nigrescens (Cabanis, 1849) - succiacapre nerastro
  - Nyctipolus hirundinaceus (Spix, 1825) - succiacapre pigmeo
- Genere Nyctidromus Gould, 1838
  - Nyctidromus albicollis (Gmelin, 1789) - pauraque
  - Nyctidromus anthonyi (Chapman, 1923) - succiacapre di macchia
- Genere Setopagis Ridgway, 1912
  - Setopagis heterura Todd, 1915 - succiacapre di Todd
  - Setopagis parvula (Gould, 1937) - succiacapre piccolo
  - Setopagis whitelyi (Salvin, 1885) - succiacapre del Roraima
  - Setopagis maculosa (Todd, 1920) - succiacapre di Cayenne
- Genere Eleothreptus Gray, 1840
  - Eleothreptus anomalus (Gould, 1838) - succiacapre alifalcate
  - Eleothreptus candicans (Pelzeln, 1867) - succiacapre alibianche
- Genere Systellura Ridgway, 1912
  - Systellura longirostris (Bonaparte, 1825) - succiacapre beccolungo
  - Systellura decussata (Tschudi, 1844) - succiacapre alibarrate minore
- Genere Uropsalis Miller, 1915
  - Uropsalis segmentata (Cassin, 1849) - succiacapre coda di rondine
  - Uropsalis lyra (Bonaparte, 1850) - succiacapre codalira
- Genere Hydropsalis Wagler, 1832
  - Hydropsalis cayennensis (Gmelin, 1789) - succiacapre codabianca
  - Hydropsalis maculicaudus (Lawrence, 1862) - succiacapre codamacchiata
  - Hydropsalis climacocerca (Tschudi, 1844) - succiacapre scalare
  - Hydropsalis torquata (Gmelin, 1789) - succiacapre codaforbice
- Genere Macropsalis Sclater, 1866
  - Macropsalis forcipata (Nitsch, 1840) - succiacapre paggetto
- Genere Siphonorhis Sclater, 1861
  - Siphonorhis brewsteri (Chapman, 1917) - succiacapre di Brewster
  - †Siphonorhis americana (Linnaeus, 1758) - succiacapre della Giamaica
- Genere Nyctiphrynus - 4 specie
- Genere Phalaenoptilus Ridgway, 1918
  - Phalaenoptilus nuttallii (Audubon, 1844) - succiacapre di Nuttall
- Genere Antrostomus - 12 specie
- Genere Veles Bangs, 1918
  - Veles binotatus (Bonaparte, 1850) - succiacapre bruno
- Genere Caprimulgus Linnaeus, 1758
  - Caprimulgus ruficollis Temminck, 1820
  - Caprimulgus indicus Latham, 1790
  - Caprimulgus jotaka Temminck & Schlegel, 1845
  - Caprimulgus phalaena Hartlaub & Finsch, 1872
  - Caprimulgus europaeus Linnaeus, 1758
  - Caprimulgus fraenatus Salvadori, 1884
  - Caprimulgus rufigena A.Smith, 1845
  - Caprimulgus aegyptius M.H.K.Lichtenstein, 1823
  - Caprimulgus mahrattensis Sykes, 1832
  - Caprimulgus centralasicus Vaurie, 1960
  - Caprimulgus nubicus M.H.K.Lichtenstein, 1823
  - Caprimulgus eximius Temminck, 1826
  - Caprimulgus atripennis Jerdon, 1845
  - Caprimulgus macrurus Horsfield, 1821
  - Caprimulgus meesi Sangster & Rozendaal, 2004
  - Caprimulgus andamanicus Hume, 1873
  - Caprimulgus manillensis Walden, 1875
  - Caprimulgus celebensis Ogilvie-Grant, 1894
  - Caprimulgus donaldsoni Sharpe, 1895
  - Caprimulgus nigriscapularis Reichenow, 1893
  - Caprimulgus pectoralis Cuvier, 1816
  - Caprimulgus poliocephalus Rüppell, 1840
  - Caprimulgus ruwenzorii Ogilvie-Grant, 1909
  - Caprimulgus asiaticus Latham, 1790
  - Caprimulgus madagascariensis Sganzin, 1840
  - Caprimulgus natalensis A.Smith, 1845
  - Caprimulgus solala Safford, Ash, Duckworth, Telfer & Zewdie, 1995
  - Caprimulgus inornatus Heuglin, 1869
  - Caprimulgus stellatus Blundell & Lovat, 1899
  - Caprimulgus affinis Horsfield, 1821
  - Caprimulgus tristigma Rüppell, 1840
  - Caprimulgus concretus Bonaparte, 1850
  - Caprimulgus pulchellus Salvadori, 1879
  - Caprimulgus prigoginei Louette, 1990
  - Caprimulgus batesi Sharpe, 1906
  - Caprimulgus climacurus Vieillot, 1824
  - Caprimulgus clarus Reichenow, 1892
  - Caprimulgus fossii Hartlaub, 1857
  - Caprimulgus longipennis Shaw, 1796
  - Caprimulgus vexillarius (Gould, 1838)